# Rimski akvadukt
Rimljani so po vsej svoji republiki in kasneje cesarstvu zgradili akvadukte (vodovode), da bi v mesta pripeljali vodo iz zunanjih virov. Akvadukti so zagotavljali vodo za javna kopališča, javna stranišča, fontane in zasebna gospodinjstva, pa tudi za rudarstvo, mline, kmetije in vrtove.
Akvadukti so prenašali vodo samo preko gravitacije, ob rahlem splošnem nagibu navzdol znotraj kanalov iz kamna, opeke ali betona. Večina kanalov je bila zakopana pod zemljo in je sledila obrisom terena; ovire (vrhove) so zaobšli ali, manj pogosto, zgradili predore. Kjer so naleteli na doline ali nižine, je bil akvadukt nameščen na most ali pa se je njegova vsebina natakala v visokotlačne svinčene, keramične ali kamnite cevi in se naprej pretakala preko sifonov. Večina sistemov sistemov je imela sedimentacijske zbiralnike, ki so pripomogli k zmanjšanju količine naplavljenih odpadkov. Zapornice in castella aquae (distribucijski zbiralniki) sta regulirala oskrbo posameznih lokacij. V mestih je odtočna voda iz akvaduktov prečistila kanalizacijo in odtočne kanale.
Prvi akvadukt v Rimu je bil zgrajen leta 312 pred našim štetjem in je na mestni trg za govedo pripeljal vodo v vodnjak. Do 3. stoletja našega štetja je imelo mesto enajst akvaduktov, ki so oskrbovali več kot milijon prebivalcev v ekstravagantnem gospodarstvu; večina vode je oskrbovala številna javna kopališča v mestu. Mesta in kraji po vsem rimskem imperiju so posnemali ta model in financirali akvadukte kot predmete javnega interesa in državljanskega ponosa, »drago, a potrebno razkošje, za katerega bi si lahko in so si prizadevali«.
Večina rimskih akvaduktov se je izkazala za zanesljive in trajne; nekateri so se ohranili do zgodnjega modernega obdobja, nekateri pa se še vedno delno uporabljajo. Vitruvij je v svojem delu De Architectura (1. st. pr. n. št.) opisal geodetske in gradbene metode. General Frontinus podrobneje opisuje v svojem uradnem poročilu o težavah, uporabi in zlorabah javnih vodovodnih omrežij. Med vidne primere arhitekture akvaduktov spadajo podporni stebri akvadukta v Segoviji in cisterne Konstantinopla.

## Ozadje
»Izjemna veličina Rimskega cesarstva se kaže predvsem v treh stvareh: akvaduktih, utrjenih cestah in gradnji kanalov.«

Dionysius Halicarnassus, Roman Antiquities
Pred razvojem tehnologije gradnje akvaduktov so se Rimljani, tako kot večina njihovih sodobnikov v antičnem svetu, zanašali na lokalne vodne vire, kot so izviri in potoki, dopolnjeni s podtalnico iz zasebnih ali javnih vrtin in s sezonsko deževnico, ki se je zbirala iz streh v posode za shranjevanje in zbiralnike . Zanašanje starih skupnosti na take vodne vire je omejilo njihovo potencialno rast. Rimski akvadukti niso bili strogo rimski izumi - njihovi inženirji so bili seznanjeni s tehnologijami za upravljanje z vodo pri Etruščanih in Stari Grki|Grkih]] - vendar so se izkazali za vidno uspešne. Do zgodnje imperialne dobe so mestni akvadukti oskrbovali več kot milijon prebivalcev, ekstravagantna oskrba z vodo pa je postala temeljni del rimskega življenja . Odtok vode iz akvadukta je čistil mestno kanalizacijo. Voda iz akvadukta je bila uporabljena tudi za oskrbo vil, okrasnih mestnih in primestnih vrtov, trgov, kmetij in kmetijskih posestev, ki so bili jedro rimskega gospodarstva in bogastva .

### Rimski akvadukti
Rim je imel na svojih obodnih zidovih več izvirov, toda podzemna voda je bila znana kot neprimerna; voda iz reke Tiber je bila močno prizadeta zaradi onesnaženja in bolezenskih klic. Povpraševanje mesta po vodi je do leta 312 pred našim štetjem verjetno že davno preseglo lokalne zaloge, ko je prvi mestni akvadukt Aqua Appia naročil cenzor Apij Klavdij Kek. Aqua Appia je bil en od dveh večjih javnih projektov tistega časa; drug je bila vojaška cesta med Rimom in Capuo, prva etapa tako imenovane Apijeve ceste (Via Appia). Oba projekta sta imela pomembno strateško vrednost, saj je tretja Samnitejska vojna v tem obdobju trajala že trideset let. Cesta je omogočala hitro gibanje vojske in po zaslugi ali srečnem naključju je večina Aqua Appie tekla znotraj zakopanega kanala, relativno varnega pred napadom. Napajal jo je izvir 16,4 km iz Rima in imel padec 10 metrov na svoji dolžini, da bi vsak dan pripelajl približno 75.500 kubičnih metrov vode v vodnjak na rimskem trgu goveda, Forum Boarium, enem najnižjih javnih trgov v mestu.
Drugi akvadukt, Aqua Anio Vetus, je bil naročen približno štirideset let kasneje, financiran s pomočjo zakladov, zaseženih v Piru v Epirju. Njegov pretok je bil več kot dvakrat večji od pretoka Aqua Appia in je vstopil v mesto na dvignjenih lokih, in je oskrboval z vodo višje predele mesta.
Leta 145 pr. n. št. je mesto ponovno preraslo svoje skupne zaloge. Uradna komisija je ugotovila, da so akvaduktni kanali razpadli, njihova voda je bila izčrpana zaradi uhajanja in nezakonitega iztoka. Pretor Kvint Marcij Reks jih je obnovil in uvedel tretjo, bolj zdravo oskrbo, Aqua Marcia, najdaljši rimski akvadukt in dovolj močan za oskrbo Kapitolskega griča. Dela so stala 180.000.000 sestercev in so trajala dve leti. [8] Ker se je povpraševanje še povečalo, je bilo zgrajenih še več akvaduktov, vključno z Aqua Tepula leta 127 pr. n. št. in Aqua Julia v letu 33 pr. n. št. Programi gradnje akvaduktov so dosegli vrhunec v cesarskem obdobju. Avgustova vladavina je izvedla gradnjo akvadukta Aqua Virgo in kratkega Aqua Alsietina, ki je polnil umetno jezero Trastevere z vodo za uprizoritev morskih bojev za zabavo prebivalstva. Drugi kratek Avgustov akvadukt Aqua Marcia je polnil z vodo odlične kakovosti. Cesar Kaligula je dodal ali začel dva akvadukta, ki ju je dokončal njegov naslednik Klavdij; 69 km dolg Aqua Claudia, ki je dajal vodo dobre kakovosti, vendar je bil večkrat neuspešen in Anio Novus, najvišji od vseh rimskih akvaduktov in eden od najbolj zanesljivih, vendar nagnjenih k blatnim, obarvanim vodam, zlasti po dežju, kljub uporabi usedalnih rezervoarjev.
Večina rimskih akvaduktov je črpala iz različnih izvirov v dolini in visokogorju reke Anio, danes reke Aniene, vzhodno od Tibere. Kompleksni sistem akvaduktnih vozlišč, pritokov in distribucijskih rezervoarjev je oskrboval vse dele mesta. Trastevere, mestno območje zahodno od Tibere, je bilo v glavnem podprto z razširitvijo več mestnih vzhodnih akvaduktov, ki so čez reko prehajali v svinčenih ceveh, ki so bile zakopane v cesto na mostovih in tako tvorili inverten sifon. Kadar je bilo treba to rečno oskrbo zaustaviti za redna popravila in vzdrževalna dela, so bile uporabljene vode Aqua Alsietine za oskrbo javnih fontan v Trastevereju. Stanje je bilo dokončno izboljšano, ko je cesar Trajan leta 109 n. št. zgradil akvadukt Aqua Trajana, ki je prinesel čisto vodo neposredno v Trastavere iz vodonosnikov okoli jezera Bracciano.
Do konca 3. stoletja našega štetja je mesto oskrbovalo 11 državno vodenih akvaduktov. Njihova skupna dolžina je ocenjena med 780 in nekaj več kot 800 kilometri, od tega je bilo približno 47 km  izvedenih nad tlemi, na zidanih objektih. Dobavili so približno 1 milijon kubičnih metrov vode na dan.

#### Časovnica
- 312 pr. n. št. Aqua Appia, prvi rimski akvadukt je zgradil Appius Claudius Caecus, akvadukt pa je skoraj v celoti pod zemljo.
- 272 pr. n. št. Aqua Anio Vetus
- 144 pr. n. št. se začne gradnja Aqua Marcia, dolžina 90 km.
- 33 p. n. št. Aqua Julia je zgradil Oktavijan (cesar Avgust)
- Aqua Virgo je zgrajen za oskrbo termalnih kopališč na Marsovem polju (Campus Martius).
- 38-52 n. št. zgrajena Aqua Claudia
- 109 n. št. Aqua Traiana prinaša vodo iz jezera Bracciano, ki oskrbuje predmestje Rima, ki se zdaj imenuje Trastevere.

### Akvadukti v Rimskem cesarstvu
Na stotine podobnih akvaduktov je bilo zgrajenih po vsem Rimskem imperiju. Mnogi od njih so od takrat propadli ali pa so bili uničeni, vendar ostajajo številni nedotaknjeni deli. Akvadukt Zaghouan je dolg 92,5 km. Zgrajen je bil v 2. stoletju za oskrbo Kartagine (danes v Tuniziji). Preživeli mostovi akvaduktov so Pont du Gard v Franciji in akvadukt, Segovia v Španiji. Najdaljši enocevni akvadukt, več kot 240 km, je bil povezan z akvaduktom Valens v Konstantinoplu. »Znani sistem je vsaj dva in pol krat daljši od najdaljših zabeleženih rimskih akvaduktov v Kartagini in Kölnu, vendar je morda še bolj pomemben, saj je to eden od najvidnejših geodetskih dosežkov katere koli predindustrijske družbe«. V smislu dolžine in verjetnosti izenačitve ali preseganja stroškov in kompleksnosti je primerljiv Aqua Augusta, ki je oskrboval celotno regijo vsaj osem mest, vključno z glavnimi pristanišči Neapelj in Misenum; pomorska potovanja trgovcev in rimske mornarice so zahtevala obilne zaloge sveže vode.

## Načrtovanje, nadzor in gradnja

### Načrtovanje
Ne glede na to ali ga je financirala država ali je bil zgrajen v zasebni lasti, so bili akvadukti zaščiteni in urejeni z zakonom. Vsak predlagani akvadukt je moral biti podvržen nadzoru civilnih organov. Dovoljenje (od senata ali lokalnih oblasti) je bilo odobreno le, če je predlog spoštoval vodne pravice drugih državljanov; na splošno so rimske skupnosti poskrbele, da so si delili vodne vire po potrebi. Zemljišče, na katerem je bil zgrajen državni akvadukt, je bilo lahko državno zemljišče (ager publicus) ali v zasebni lasti, v obeh primerih pa so veljale omejitve glede uporabe in posegov, ki bi lahko poškodovale strukturi akvadukta. V ta namen so tisti, ki jih je financirala država, rezervirali širok koridor zemljišča, do 15 čevljev na vsaki strani zunanjega roba akvadukta. Oranje, sajenje in gradnja so bili na tej meji prepovedani. Takšna ureditev je bila nujna za dolgoročno celovitost in vzdrževanje akvadukta, vendar ni bila vedno zlahka sprejeta ali se je zlahka uveljavila na lokalni ravni, zlasti če je bila ager publicus razumljena kot skupna lastnina. Nekateri zasebni ali manjši občinski akvadukti so morda zahtevali manj stroge in formalne dogovore.